# Claudiusstraße (Leipzig)
Die Claudiusstraße ist eine Anliegerstraße im Leipziger Stadtteil Gohlis im Stadtbezirk Nord. Sie ist benannt nach dem deutschen Dichter Matthias Claudius (1740–1815).

## Verlauf und Bebauung
Die Claudiusstraße verläuft von der Matthissonstraße in nördlicher Richtung bis zum Viertelsweg, auf den sie schräg gegenüber dem Haupteingang zum Friedhof Gohlis trifft. Von Westen mündet die Hölderlinstraße.
Die einzige Wohnbebauung der Straße ist eine Häusergruppe aus drei Mietshäusern (Nr. 1, 3 und 5) auf der Westseite am südlichen Beginn der Straße. Die eine bauliche Einheit bildenden vierstöckigen Gebäude sind im Landhausstil mit Elementen des Jugendstils errichtet, unterscheiden sich in Einzelheiten aber stark. Sie stehen unter Denkmalschutz.

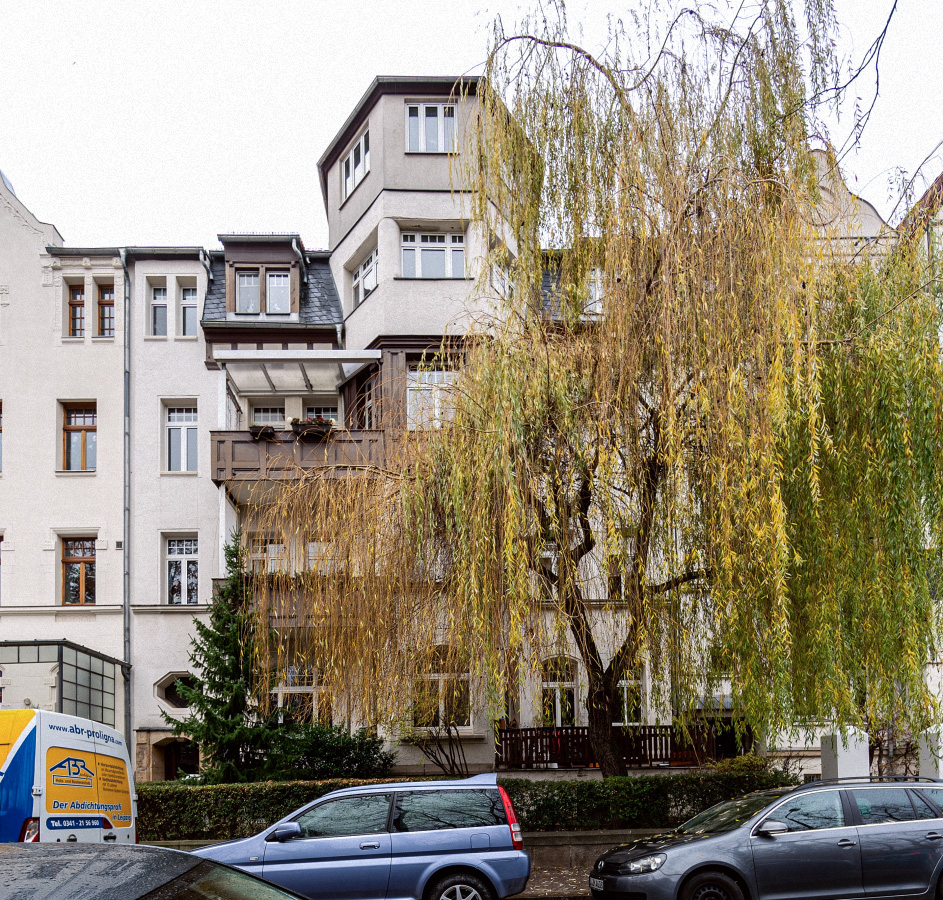
Nr. 3 (2020)
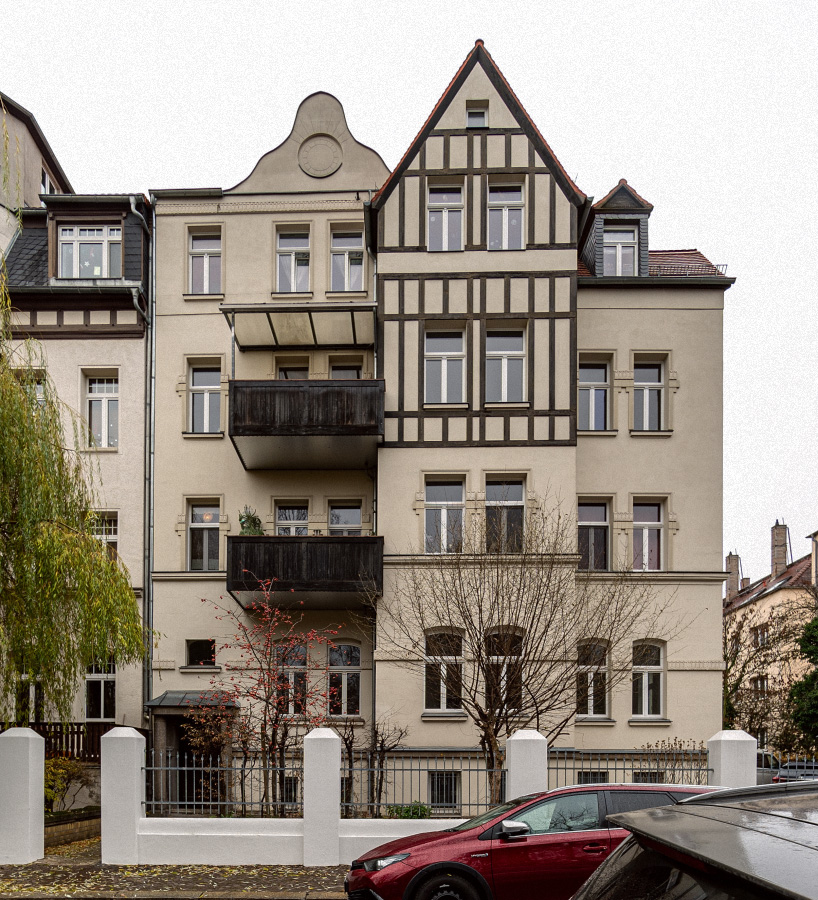
Nr. 5 (2020)

Die Häuser zu beiden Seiten der Gruppe zählen gemäß Nummerierung zu den jeweiligen Nebenstraßen. Auf der Westseite folgt nach der Hölderlinstraße noch ein Garagenhof.
Die Ostseite der Straße beginnt im Süden mit dem Atelier des Bildhauers Markus Gläser (* 1960) (Nr. 2). Dann folgt der 100 Meter lange Schulgarten der Karl-Liebknecht-Schule. Das letzte Stück ist baumbestanden und wird von einem Fußweg durchquert.

## Geschichte
Im Bebauungsplan für Neu-Gohlis von 1898 war die spätere Claudiusstraße als Nr. 13 bezeichnet. 1904 erhielt sie den Namen Claudiusstraße, zeitgleich mit der benachbarten Matthissonstraße. Das hatte wahrscheinlich mit dem nahen Friedhof zu tun, denn beide, sowohl Matthias Claudius als auch Friedrich von Matthisson (1761–1831), waren Dichter von Grabesliedern. 1906 wurden die drei Mietshäuser Nr. 1–5 erbaut.